# Emailleschild

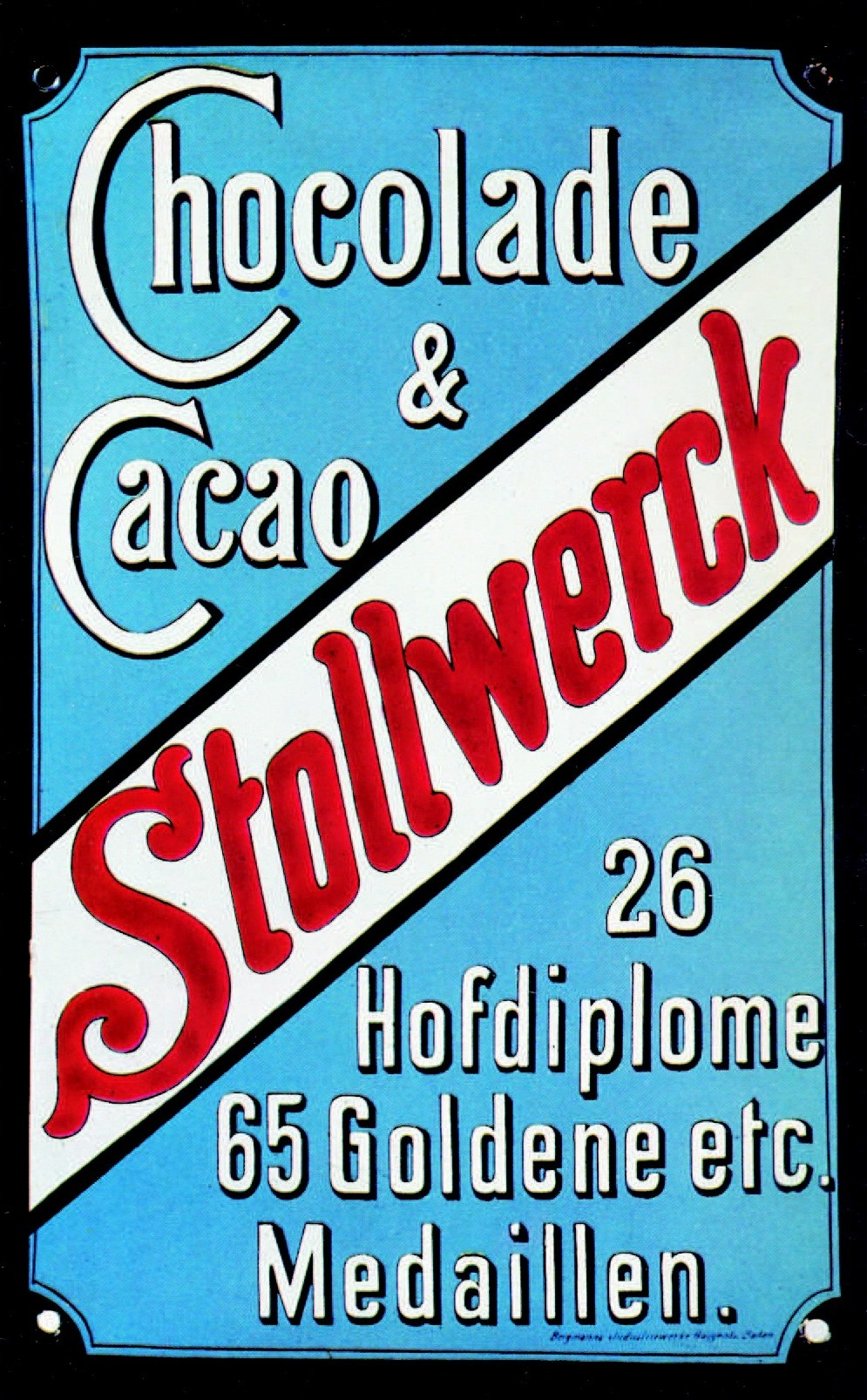
Stollwerck-Emailleschild von 1895

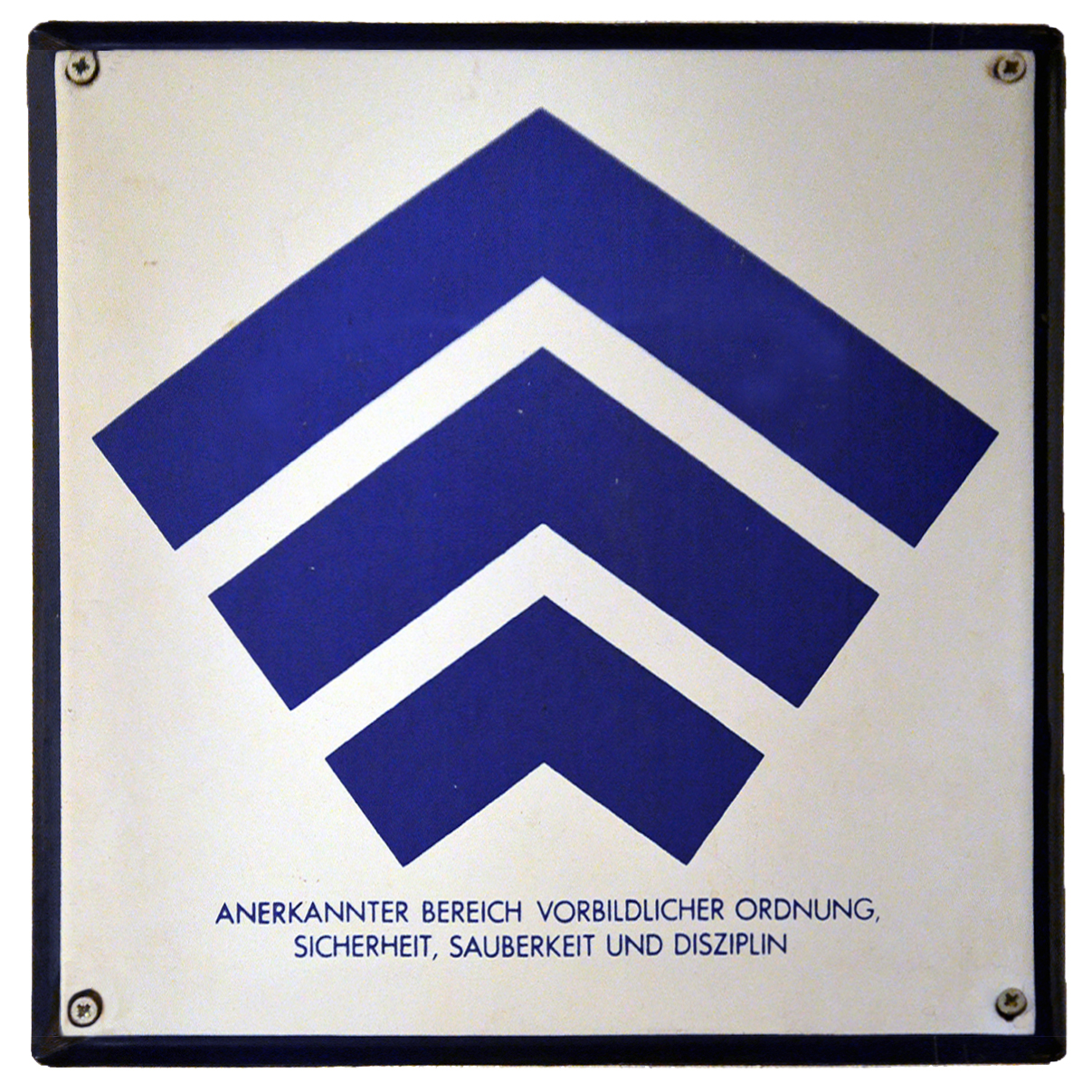
„Anerkannter Bereich vorbildlicher Ordnung, Sicherheit, Sauberkeit und Disziplin“, Emailleschild aus DDR-Zeiten, gesehen im Kino im Sprengel in Hannover

Ein Emailleschild, auch Emailschild, ist ein Blechschild mit einem Schutzüberzug aus Email.

## Geschichte
Als Erfinder von Emailleschildern für Reklamezwecke, wie sie zwischen 1890 und 1960 ihre Blütezeit erlebten, gilt Ludwig Stollwerck. Fasziniert von der Möglichkeit, ein „witterungsbeständiges Dauerplakat“ für die Außenwerbung zu schaffen, ließ er 1893 die ersten „Reklameplakate im Zuckerguß-Verfahren“ bei Schulze & Wehrmann in Elberfeld produzieren, dem ersten industriellen Emaillierwerk für Reklameschilder in Deutschland. Schon bald wurden seine Emailleschilder zu einem herausragenden Markenzeichen von Stollwerck und das 1895 gefertigte Schild „Stollwerck Chocolade & Cacao“ ist heute ein gesuchtes Sammelobjekt.
Andere große Konsumgüter-Produzenten erkannten schnell ebenfalls die Wirksamkeit des neuen Werbeträgers, und so nutzte etwa Julius Maggi, einer der weiteren Emailleschild-Pioniere, solche Schilder aus Stahl alsbald in zigtausendfacher Auflage dazu, seine Produkte auf dem gesamten europäischen Markt zu etablieren.
Aber auch als Firmen- oder Praxisschild eignete sich diese Form der Werbung. An den Eingängen der Geschäftshäuser, teilweise mit mehreren Hinterhöfen, fand man oft eine Ansammlung zahlreicher Emailleschilder, im Volksmund Stummer Portier genannt, mit den Namen der dort ansässigen Unternehmen und den jeweiligen Etagen- und Hofnummern.

## Herstellungstechniken

### Traditionelle Verfahren
- Schabloniertechnik
- Siebdruck
- Lithographie

### Neuere Verfahren
- Abziehbilder aus Emailpuder
- Abziehbilder aus suspendierte Emailfritte mittels Tintenstrahldrucker-Technologie aufgetragen

## Galerie

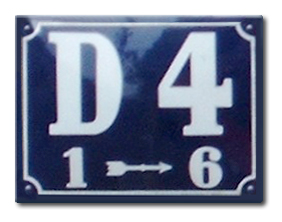
Emailliertes Straßenschild in den Mannheimer Quadraten
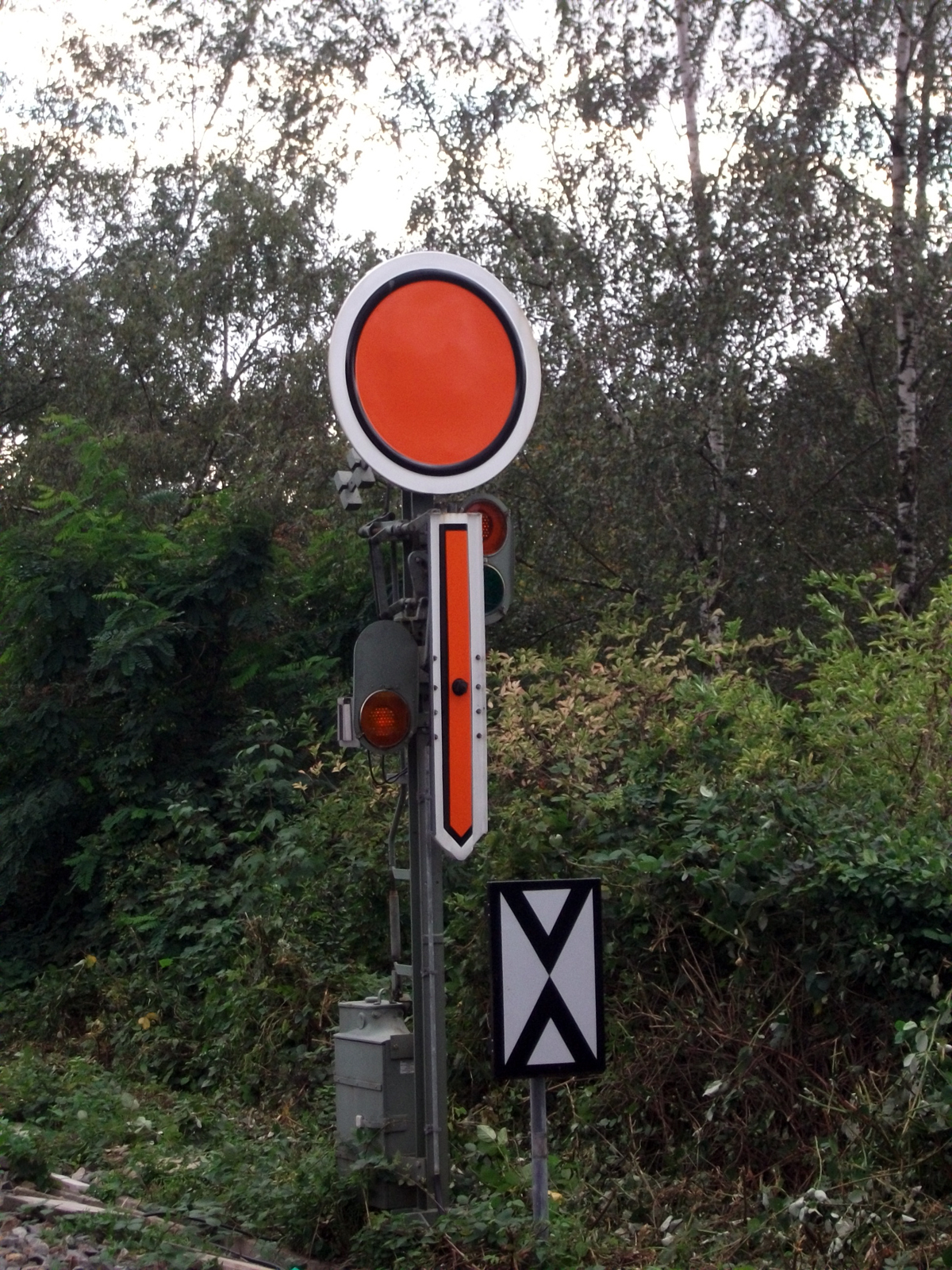
Emaillierte Vorsignal und Zusatzschilder
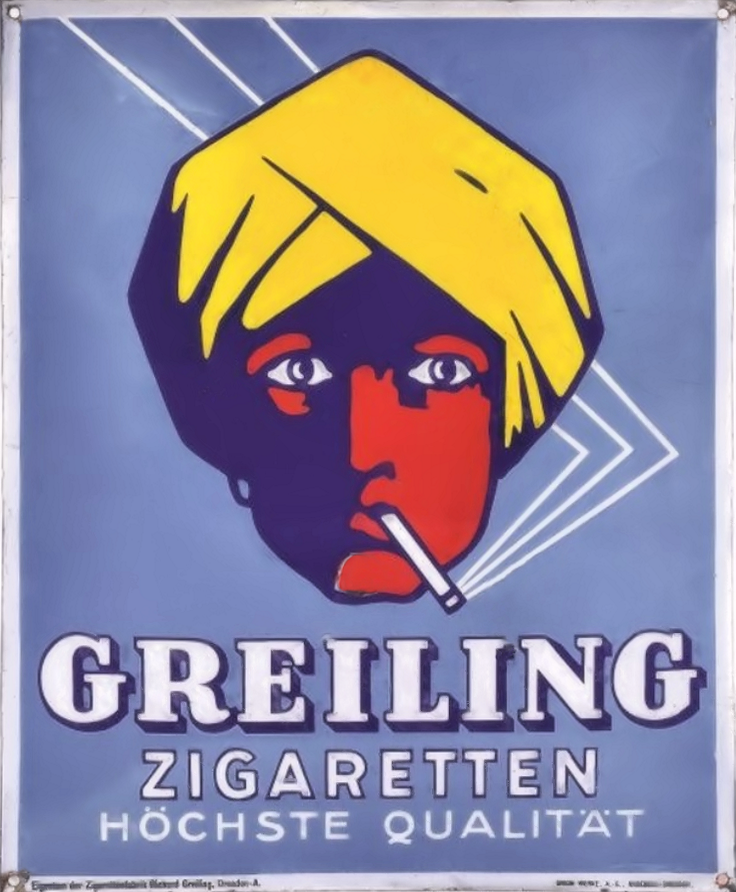
Zigarettenwerbung um 1930
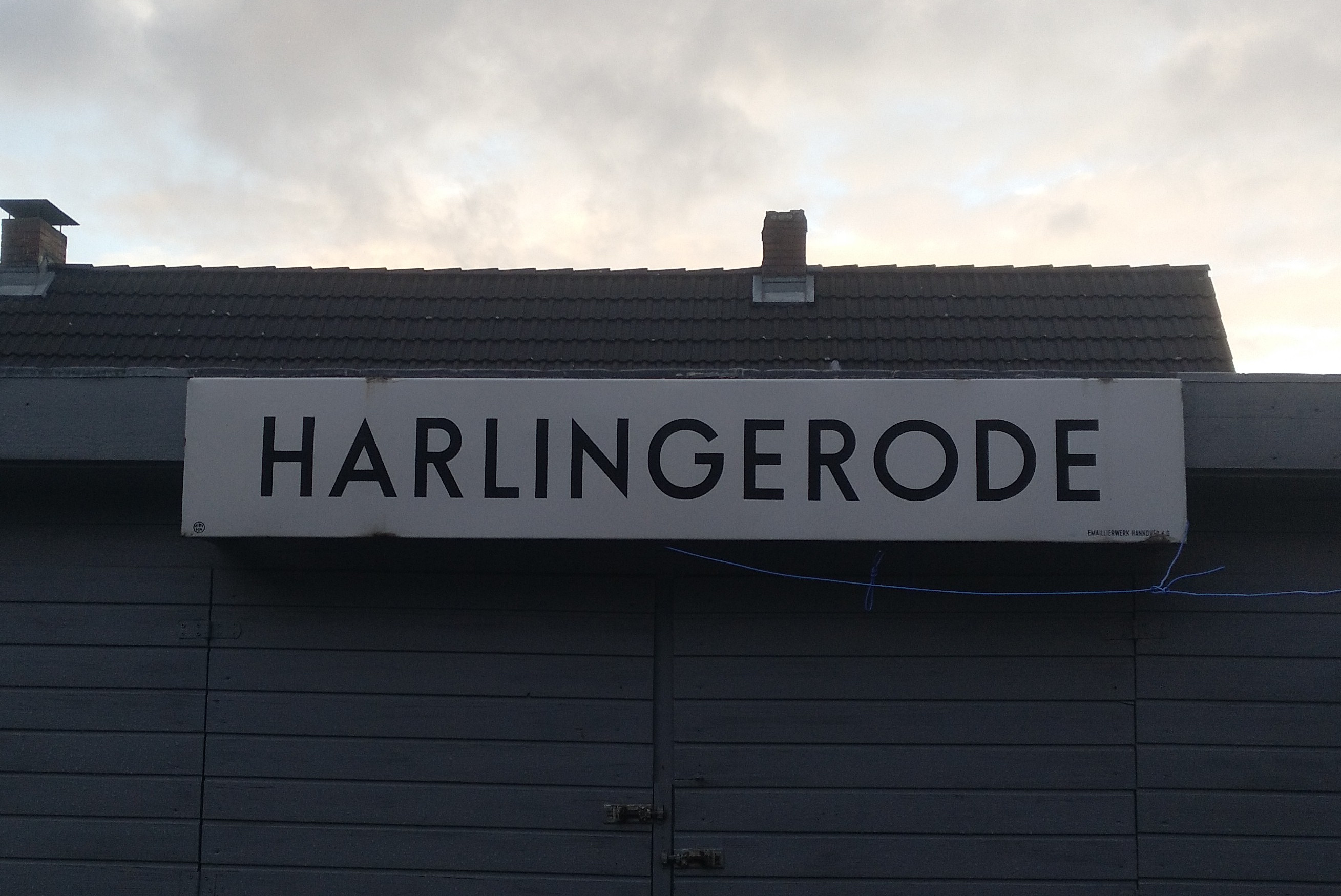
Bahnhofsschild der Emaillierwerke Hannover KG, einst am Bahnhof Harlingerode genutzt
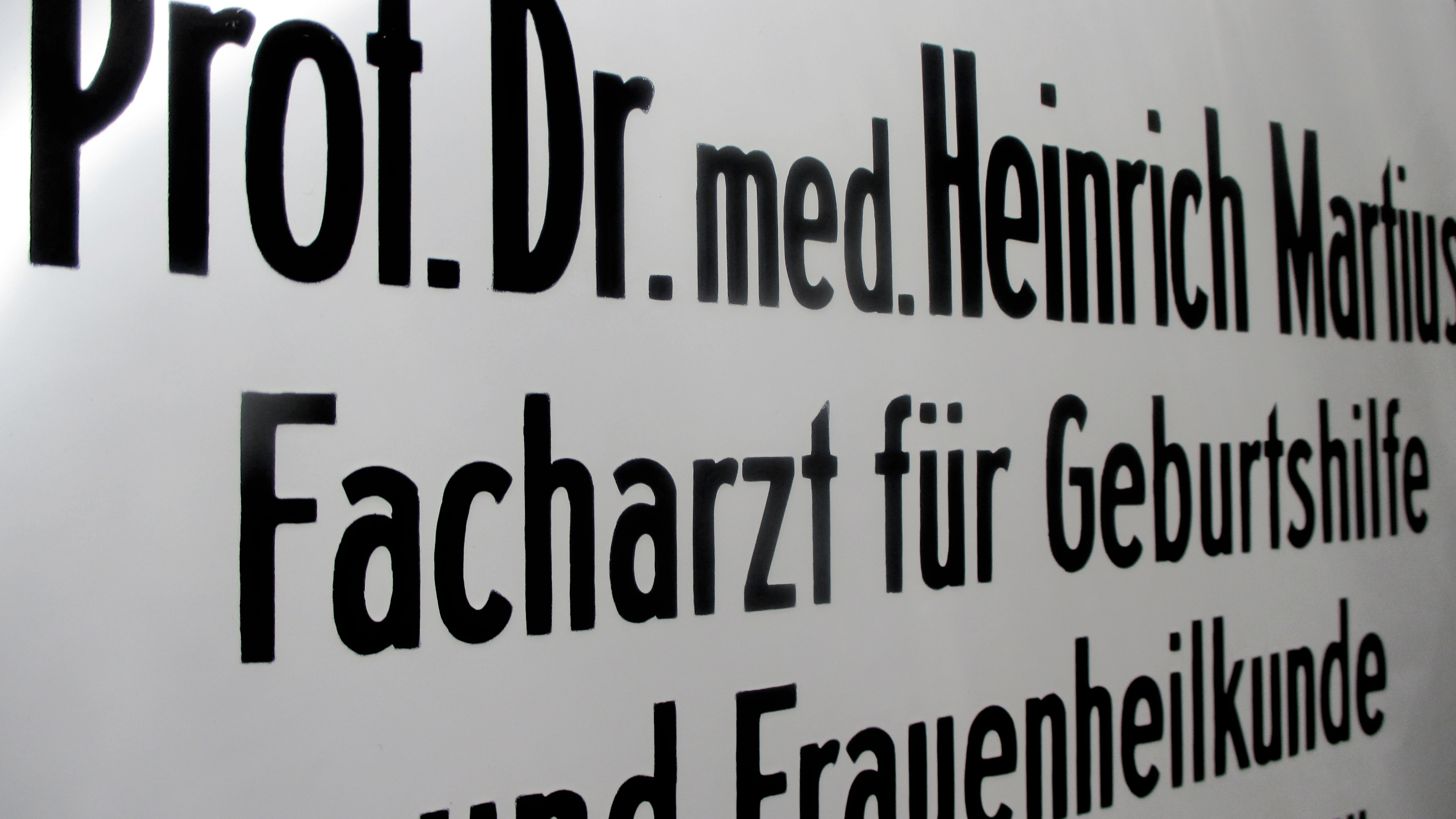
Sprechstundenschild Prof. Dr. med Heinrich Martius – Facharzt für Geburtshilfe – Gynäkologe und Hochschullehrer
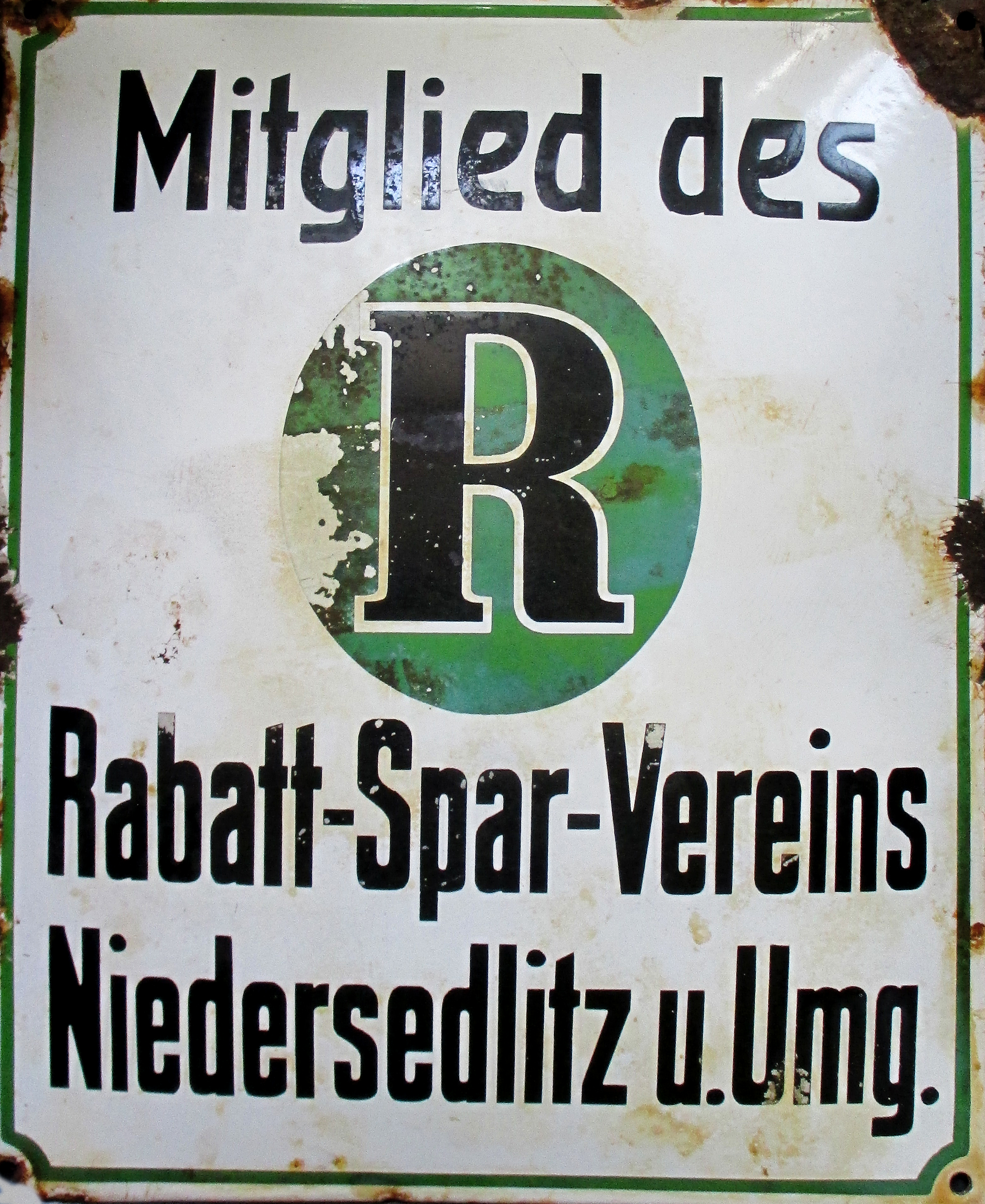
Emaille Schild des Rabatt-Spar-Vereins Niedersedlitz und Umgebung Dresden
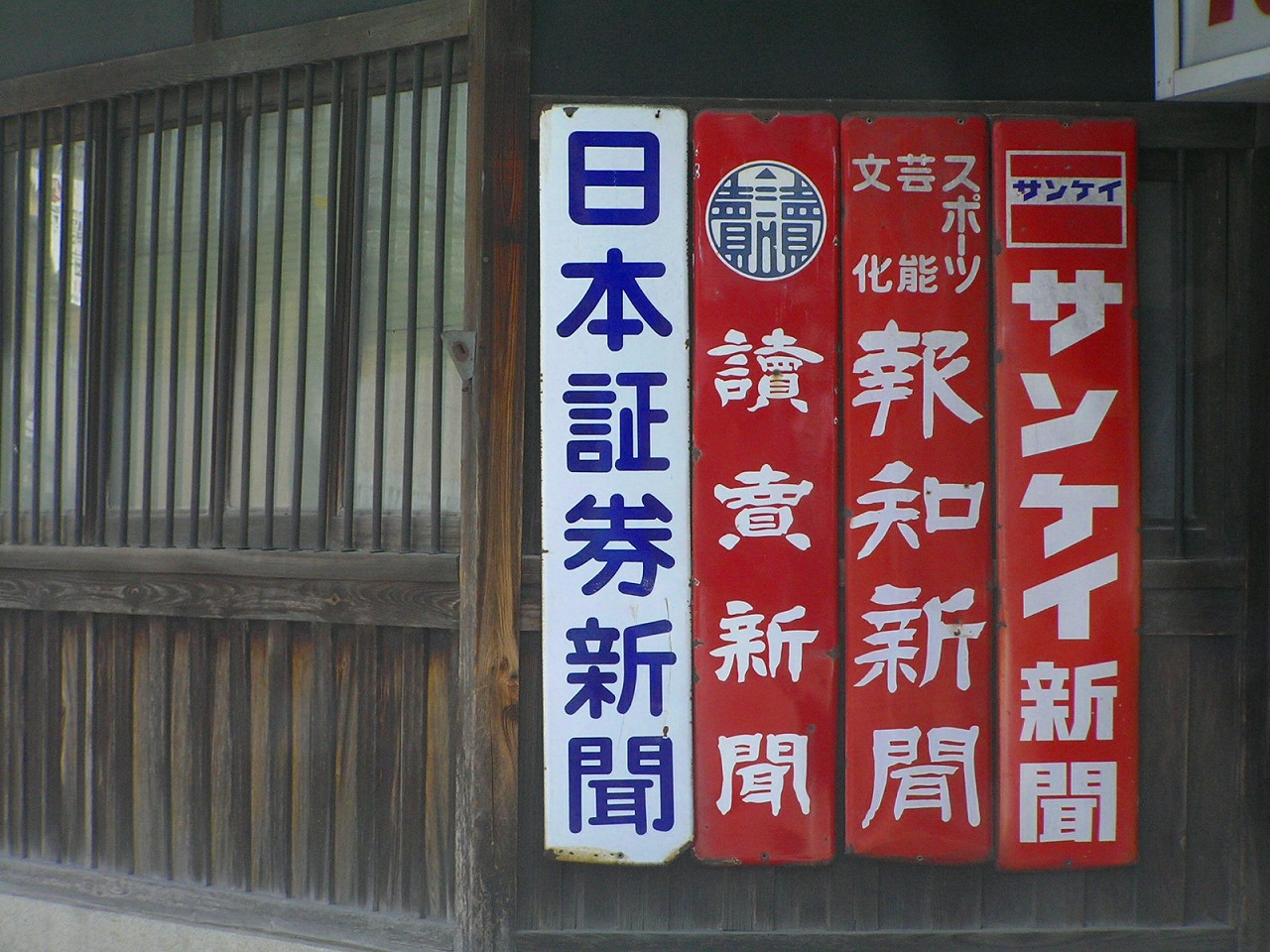
Japanische Hinweisschilder

Emailleschildern waren und sind, weil witterungsbeständig, als Bahnsignale, Hinweis-, Straßen- oder Hausnummernschild vielerorts anzutreffen.
Die Emaille- und Blechschilderindustrie hatte in der ersten Hälfte des 20. Jahrhunderts eine erhebliche Bedeutung in der europäischen Wirtschaft. In vielen Ländern gab es große Fabriken, die Reklameschilder in diversen Techniken (Schablone, Lithographie) herstellten, auch nach Vorlagen bekannter Graphiker und Kunstmaler.
In den ersten Jahren des 20. Jahrhunderts wurde die massenhaft auftretende Reklame oft als „Blechpest“ bezeichnet. Heute sind Emailleschilder gesuchte Sammelobjekte. Für manche Raritäten sind Sammler bereit weit über 100'000 € auszugeben. Zunehmend werden Emailleschilder auch gefälscht und sind oft nur von Experten als solche zu erkennen.

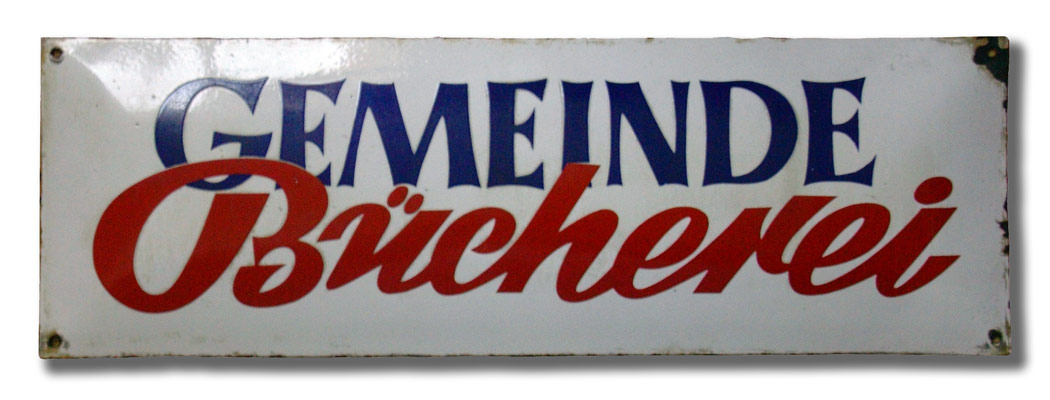
Typisches Emailleschild (1952), mit der charakteristischen Wölbung (Bombierung)
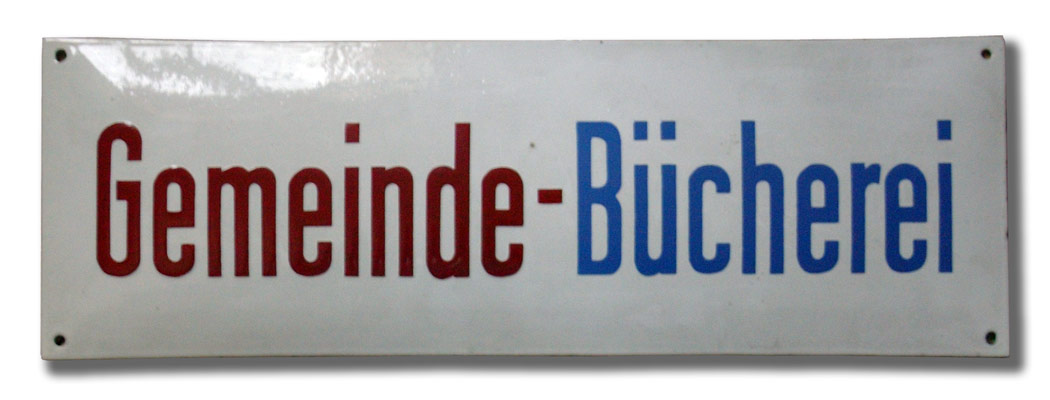
Version mit handgezeichneter Groteskschrift
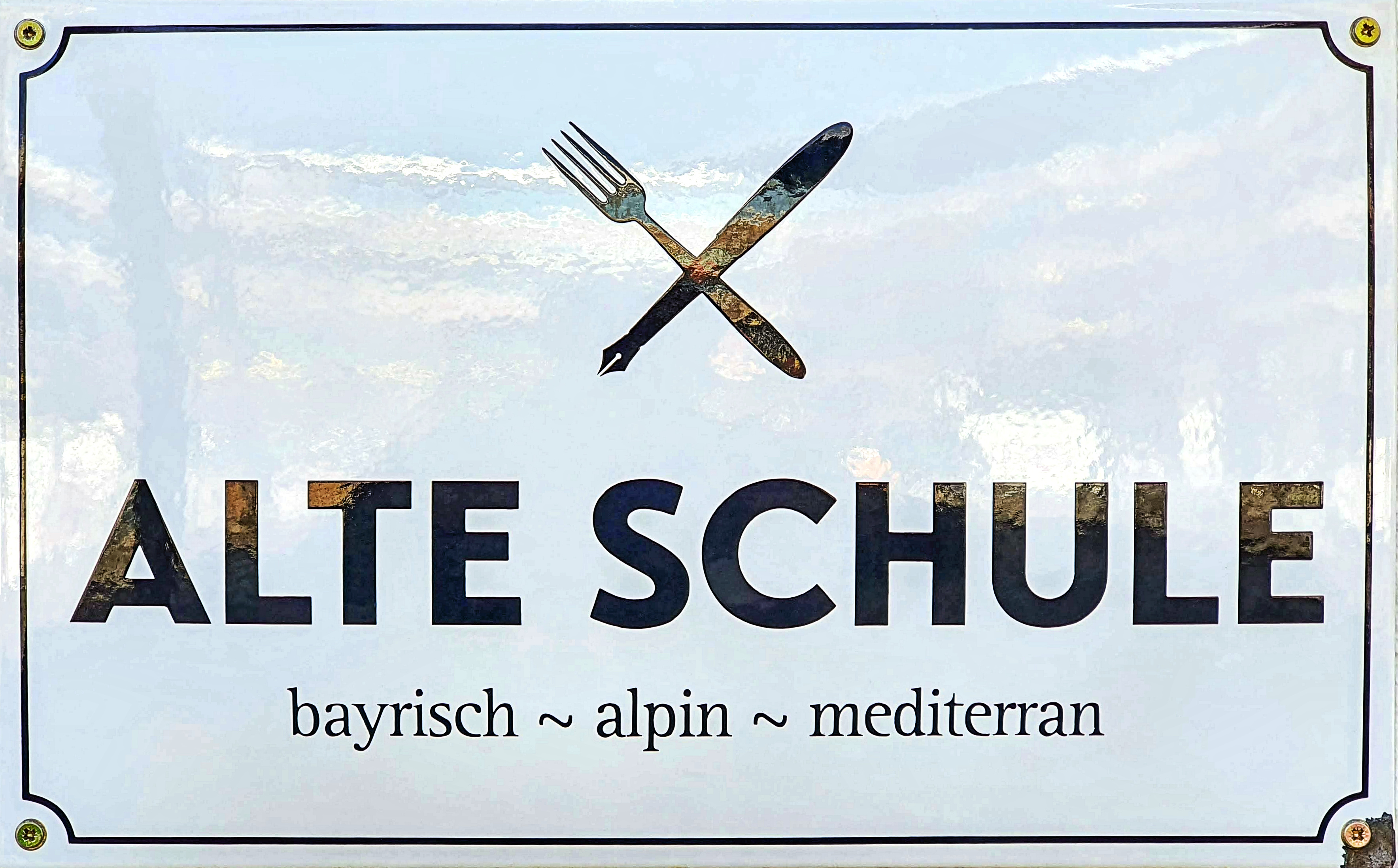
Heimatmuseum & Restaurant Alte Schule, 2020